# Finale Kupa prvaka 1959.
Finale Kupa prvaka 1959. je bilo četvrto finale Kupa prvaka, danas zvana UEFA Liga prvaka. U finalu su igrali španjolski Real Madrid C.F. (po četvrti put) i francuski Stade de Reims-Champagne (po drugi put). Finale je odigrano 3. lipnja 1959. na Neckarstadionu u Stuttgartu pred 80,000 gledatelja. Četvrti put zaredom, pobijedio je Real Madrid rezultatom 2:0, što mu je druga pobjeda u Kupu prvaka nad Stade Reimsom nakon finala iz 1956. Golove su postigli Enrique Mateos i Alfredo Di Stéfano.

## Susret
| 3. lipnja 1959.          |     |             |                                                  |
| Real Madrid              | 2:0 | Stade Reims | Neckarstadion, Stuttgart Broj gledatelja: 80,000 |
| Mateos 2' Di Stéfano 47' |     |             | Neckarstadion, Stuttgart Broj gledatelja: 80,000 |

| Real Madrid | Stade de Reims |

| REAL MADRID:   |    |                    |
|                |    |                    |
| GK             | 1  | Rogelio Domínguez  |
| DF             | 2  | Marquitos          |
| DF             | 3  | José Santamaria    |
| DF             | 4  | José María Zárraga |
| DF             | 5  | Juan Santisteban   |
| MF             | 6  | Antonio Ruiz       |
| MF             | 7  | Raymond Kopa       |
| MF             | 8  | Enrique Mateos     |
| MF             | 9  | Alfredo Di Stéfano |
| FW             | 10 | Héctor Rial        |
| FW             | 11 | Francisco Gento    |
| Trener:        |    |                    |
| Luis Carniglia |    |                    |

| STADE DE REIMS: |    |                   |
|                 |    |                   |
| GK              | 1  | Dominique Colonna |
| DF              | 2  | Bruno Rodzik      |
| DF              | 3  | Robert Jonquet    |
| DF              | 4  | Raoul Giraudo     |
| DF              | 5  | Armand Penverne   |
| MF              | 6  | Michel Leblond    |
| MF              | 7  | Robert Lamartine  |
| MF              | 8  | René Bliard       |
| MF              | 9  | Just Fontaine     |
| FW              | 10 | Roger Piantoni    |
| FW              | 11 | Jean Vincent      |
| Trener:         |    |                   |
| Albert Batteux  |    |                   |

| Finala Kupa prvaka i UEFA Lige prvaka | Finala Kupa prvaka i UEFA Lige prvaka |
| ------------------------------------- | --- |
|                                       | |
| Kup prvaka                            | 1956. • 1957. • 1958. • 1959. • 1960. • 1961. • 1962. • 1963. • 1964. • 1965. • 1966. • 1967. • 1968. • 1969. • 1970. • 1971. • 1972. • 1973. • 1974. • 1975. • 1976. • 1977. • 1978. • 1979. • 1980. • 1981. • 1982. • 1983. • 1984. • 1985. • 1986. • 1987. • 1988. • 1989. • 1990. • 1991. • 1992. |
|                                       | |
| Liga prvaka                           | 1993. • 1994. • 1995. • 1996. • 1997. • 1998. • 1999. • 2000. • 2001. • 2002. • 2003. • 2004. • 2005. • 2006. • 2007. • 2008. • 2009. • 2010. • 2011. • 2012. • 2013. • 2014. • 2015. • 2016. • 2017. • 2018. • 2019. • 2020. • 2021. • 2022. • 2023. • 2024.                                         |

| Finala Kupa prvaka i UEFA Lige prvaka | Finala Kupa prvaka i UEFA Lige prvaka |
| ------------------------------------- | --- |
|                                       | |
| Kup prvaka                            | 1956. • 1957. • 1958. • 1959. • 1960. • 1961. • 1962. • 1963. • 1964. • 1965. • 1966. • 1967. • 1968. • 1969. • 1970. • 1971. • 1972. • 1973. • 1974. • 1975. • 1976. • 1977. • 1978. • 1979. • 1980. • 1981. • 1982. • 1983. • 1984. • 1985. • 1986. • 1987. • 1988. • 1989. • 1990. • 1991. • 1992. |
|                                       | |
| Liga prvaka                           | 1993. • 1994. • 1995. • 1996. • 1997. • 1998. • 1999. • 2000. • 2001. • 2002. • 2003. • 2004. • 2005. • 2006. • 2007. • 2008. • 2009. • 2010. • 2011. • 2012. • 2013. • 2014. • 2015. • 2016. • 2017. • 2018. • 2019. • 2020. • 2021. • 2022. • 2023. • 2024.                                         |